# Paweł Ćwikliński
Paweł Ćwikliński (ur. 2 lipca 1985 w Słupsku) – polski piłkarz ręczny, prawoskrzydłowy, od 2016 zawodnik Arki Gdynia.
Absolwent szkoły mistrzostwa sportowego w Gdańsku. W latach 2004–2009 był zawodnikiem AZS-AWFiS Gdańsk, w którego barwach występował przez cztery lata w Ekstraklasie i przez rok w I lidze. W sezonie 2007/2008 był najlepszym strzelcem gdańskiej drużyny w najwyższej klasie rozgrywkowej – w 26 spotkaniach zdobył 125 bramek. W latach 2009–2012 był graczem Warmii Olsztyn, natomiast w latach 2012–2015 występował w Azotach-Puławy. Będąc zawodnikiem puławskiej drużyny, grał również w Pucharze Challenge, w którym w ciągu trzech sezonów zdobył 14 bramek. W sezonie 2015/2016 reprezentował barwy Wybrzeża Gdańsk. W 2016 został zawodnikiem Spójni Gdynia, z którą w sezonie 2016/2017, w którym rozegrał 24 mecze i zdobył 81 goli, wywalczył awans do Superligi. W sezonie 2017/2018 wystąpił w 26 spotkaniach najwyższej ligi, w których rzucił 55 bramek.
W 2004 uczestniczył w mistrzostwach Europy U-20 na Łotwie, podczas których rozegrał sześć meczów i zdobył 13 goli. W latach 2010–2011 grał w reprezentacji Polski B. W 2012 wziął udział w akademickich mistrzostwach świata w Brazylii (4. miejsce).